# Baczczebazi

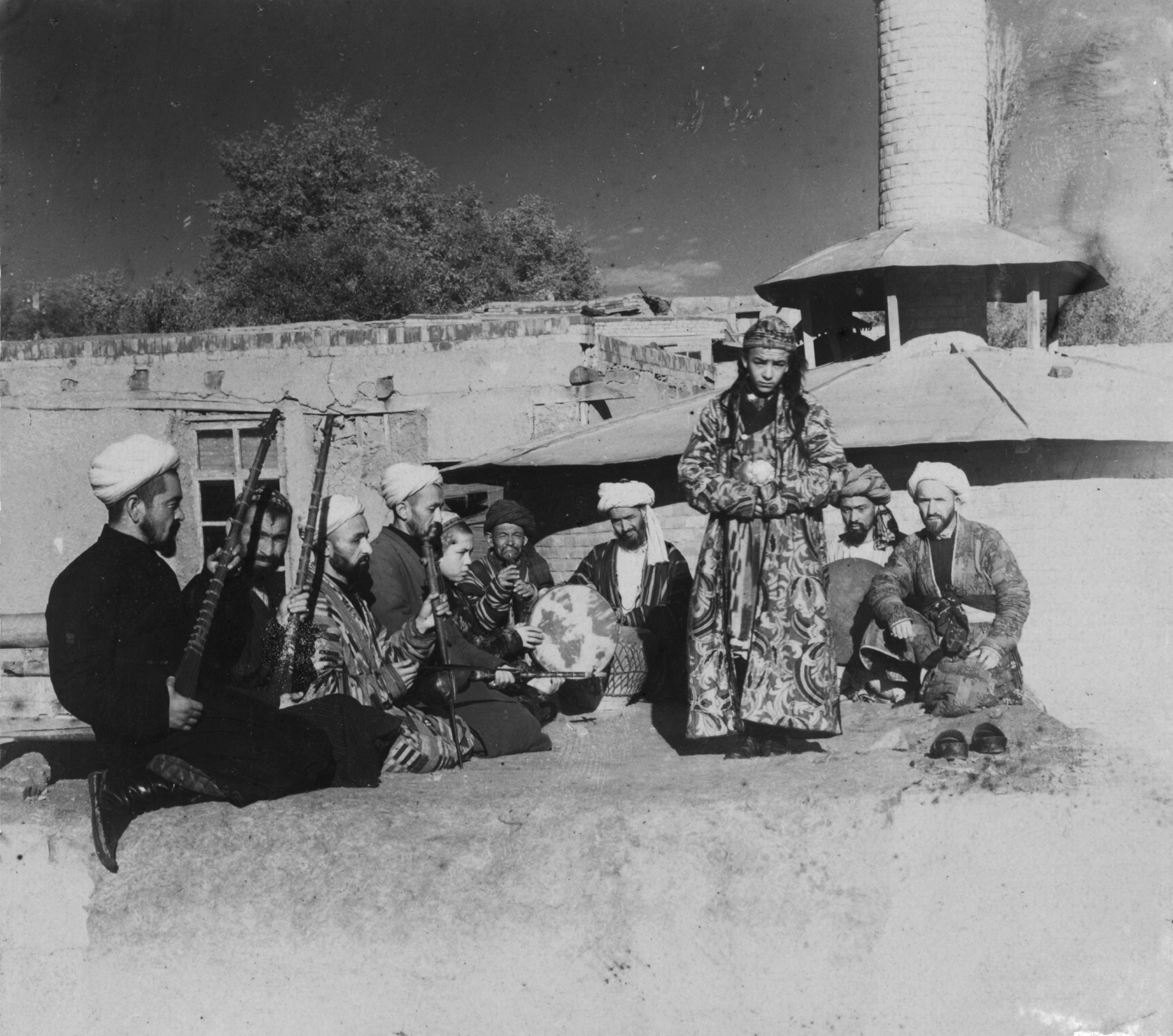
Tańczący chłopiec, Samarkanda (ok. 1905–1915)

Baczczebazi (Dari بچه‌بازی, baččebāzi, dosł. „zabawianie się z chłopcami/młodzieńcami”) – obyczaj prostytucji małych chłopców, praktykowany w przeszłości w Azji Centralnej, a na początku XXI w. nadal w Afganistanie oraz części Pakistanu, głównie wśród plemion pasztuńskich. Młodzi chłopcy ubrani w damskie stroje tańczą przed męską publicznością, a mężczyźni wybierają z którym z chłopców chcą odbyć stosunek. Wobec chłopców może być używana przemoc, a niektórzy są nawet zabijani. Chłopcy mogą być sprzedawani przez rodziny, albo sami wybierają zostanie bacza bazi z różnych powodów, m.in. ekonomicznych lub po utracie „honoru” (np. po zgwałceniu).